# Salerno War Cemetery
Il Salerno War Cemetery ("cimitero di guerra di Salerno") è un cimitero militare di Montecorvino Pugliano (SA) dove riposano soldati caduti nello Sbarco a Salerno durante la seconda guerra mondiale.

## Descrizione
Costruito su progetto dell'architetto Louis de Soissons, nel cimitero hanno trovato sepoltura 1.851 militari di nazionalità sia britannica e di paesi aderenti al Commonwealth, tra cui le spoglie di Henry Wellesley sesto Duca di Wellington, sia statunitense. Di essi, 109 non furono identificati.

Nel cimitero trovano posto le spoglie di un soldato russo e due tombe non di guerra.

Vi è anche un memoriale dedicato ad un marinaio indiano, caduto durante la prima guerra mondiale, le cui spoglie, che riposavano nel cimitero di San Giovanni a Piro, andarono perdute.

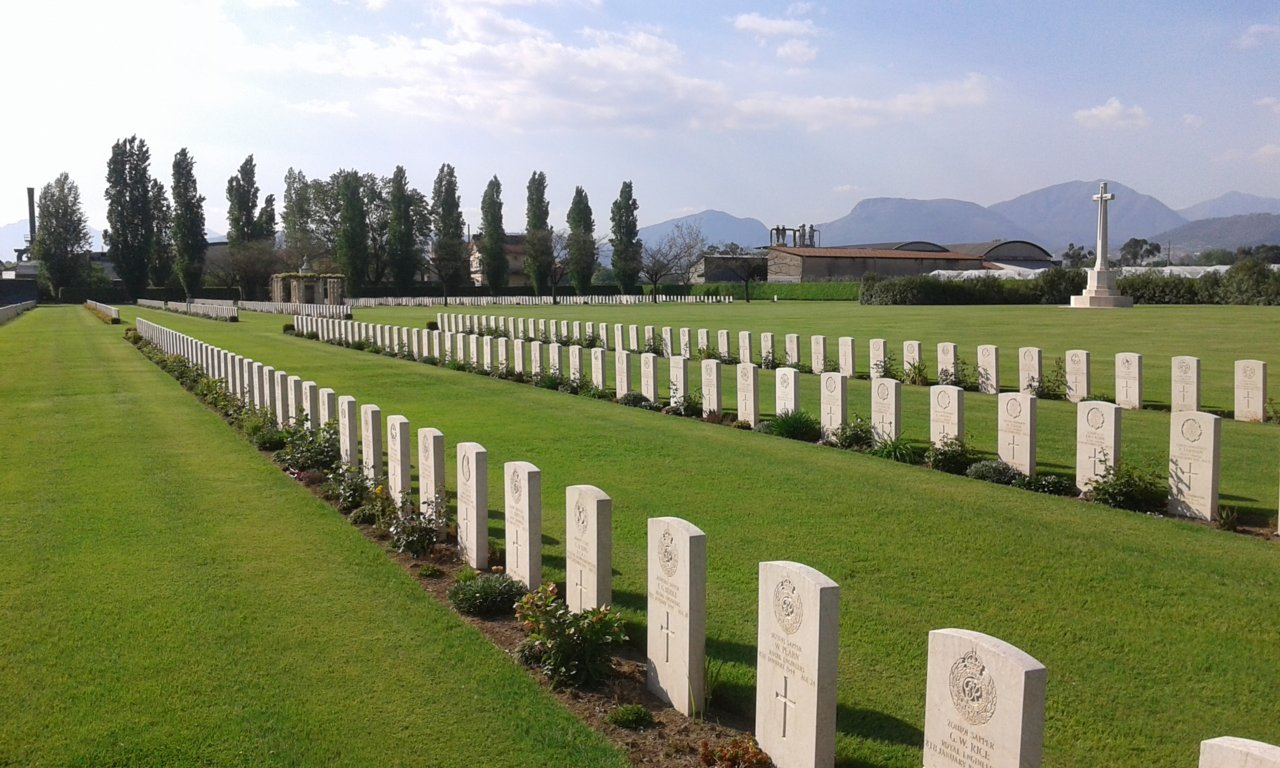
Panoramica dell'interno
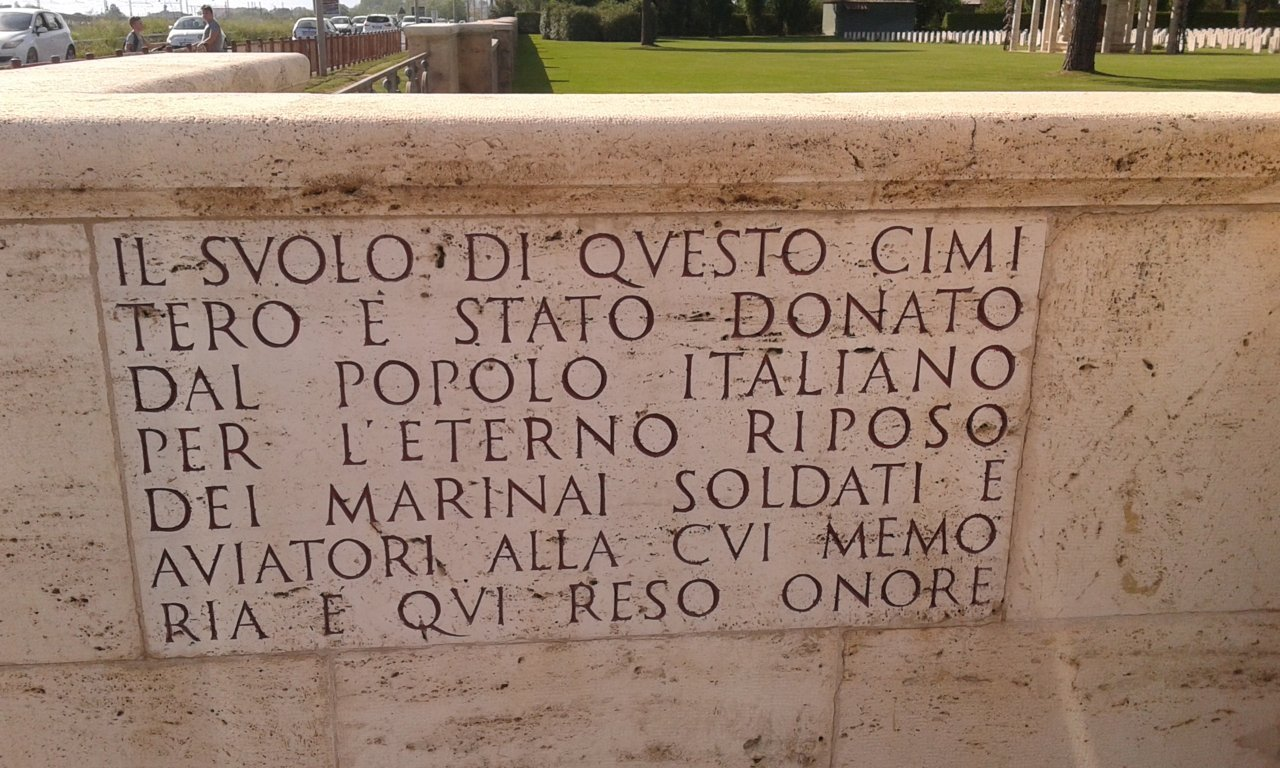
Lapide posta all'ingresso